# Nevîțke, Ujhorod
Nevîțke (în ucraineană Невицьке) este o comună în raionul Ujhorod, regiunea Transcarpatia, Ucraina, formată numai din satul de reședință.

## Demografie
Componența lingvistică a comunei Nevîțke
     Ucraineană (99,03%)
     Alte limbi (0,78%)
Conform recensământului din 2001, majoritatea populației comunei Nevîțke era vorbitoare de ucraineană (99,03%), existând în minoritate și vorbitori de alte limbi.